# Campeonato Paraibano de Futebol de 2000 - Segunda Divisão
O Campeonato Paraibano de Futebol de 2000 - Segunda Divisão foi a 18 ª edição da segunda divisão do Campeonato Paraibano de Futebol. Aconteceu entre os dias 30 de Outubro e 4 de Novembro e o Santa Cruz Recreativo Esporte Clube, de Santa Rita foi campeão e conquistou uma vaga para a primeira divisão do ano seguinte.

## Participantes
Apenas dois clubes participaram do campeonato da segunda divisão de 2000, disputando em dois jogos (ida e volta) o título do campeonato e a vaga para a primeira divisão do ano seguinte.

## Rodada Única
| 30 de outubro | Santa Cruz | 1 – 0 | Perilima |  |
|               |            |       |          |  |

| 4 de novembro | Perilima | 1 – 1 | Santa Cruz |  |
|               |          |       |            |  |

## Classificação
| Pos | Time                           | Pts | J | V | E | D | GP | GC | SG |
| --- | ------------------------------ | --- | - | - | - | - | -- | -- | -- |
| 1º | Santa Cruz                     | 4   | 2 | 1 | 1 | 0 | 2  | 1  | +1 |
| 2º | Associação Desportiva Perilima | 1   | 2 | 0 | 1 | 1 | 1  | 2  | -1 |
| Pts - pontos ganhos; J - jogos; V - vitórias; E - empates; D - derrotas; GP - gols pró; GC - gols contra; SG - saldo de gols; % - aproveitamento |                                |     |   |   |   |   |    |    |    |

|  |                                                     |
|  | Campeão e classificado para a primeira divisão 2001 |
|  | Segundo colocado                                    |

| Campeão Paraibano de 2000 - Segunda Divisão     |
| ----------------------------------------------- |
| Santa Cruz Recreativo Esporte Clube (2º título) |